# Thoracochromis bakongo
Thoracochromis bakongo är en fiskart som först beskrevs av Thys van den Audenaerde, 1964.  Thoracochromis bakongo ingår i släktet Thoracochromis och familjen Cichlidae. IUCN kategoriserar arten globalt som livskraftig. Inga underarter finns listade i Catalogue of Life.